# Poecilognathus fulvida
Poecilognathus fulvida är en tvåvingeart som först beskrevs av Daniel William Coquillett 1904.  Poecilognathus fulvida ingår i släktet Poecilognathus och familjen svävflugor. Inga underarter finns listade i Catalogue of Life.